# پونسو ۴آر
پونسو ۴آر (به انگلیسی: Ponceau 4R) یک ترکیب شیمیایی با شناسه پاب‌کم ۹۵۷۰۱۱۹ است. 